# Kutrów
Kutrów (ukr. Кутрів) – wieś na Ukrainie w rejonie łuckim obwodu wołyńskiego.

## Historia
Pod koniec XIX w. wieś należała do gminy Beresteczko, w powiecie dubieńskim.
Do 2020 w rejonie horochowskim. 